# Vetegräs

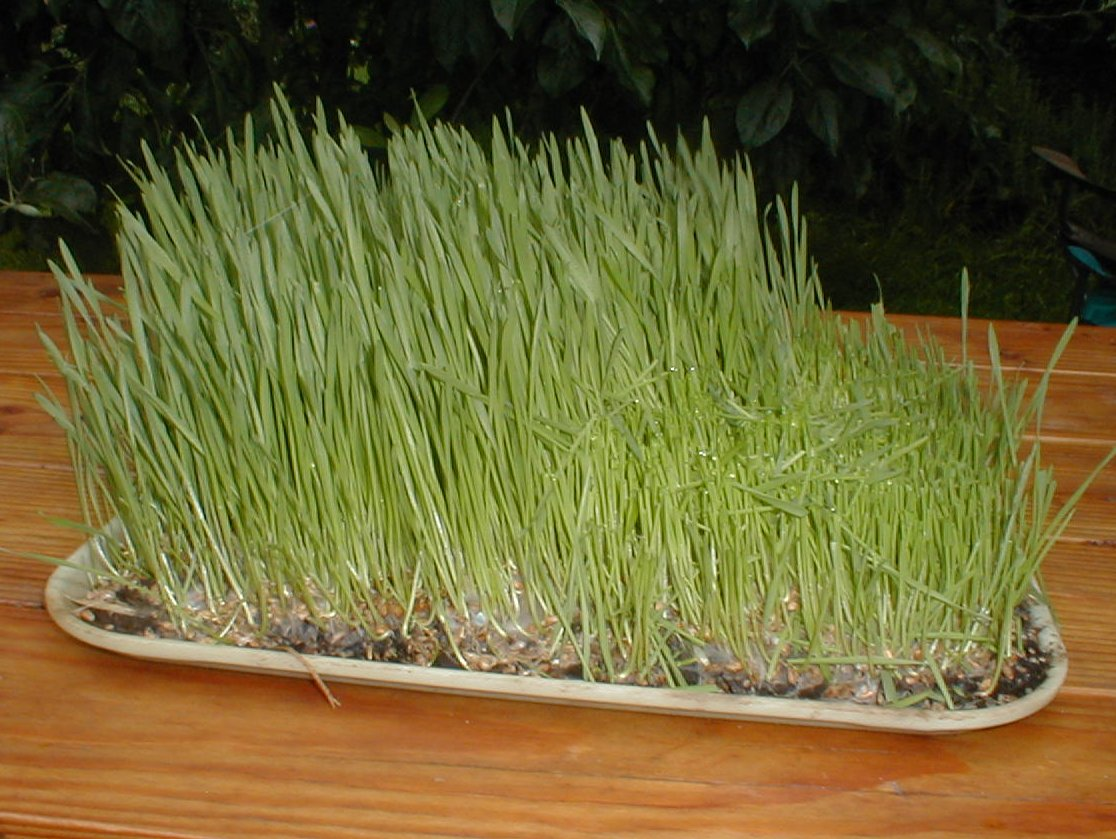
Vetegräs.

Vetegräs är ett livsmedel som består av hjärtbladen av vete (Triticum aestivum) och förekommer bland annat som råvara och i juice- eller pulverform. Vetegräs skiljer sig från vetemalt i det att det är en färsk eller frystorkad produkt, medan vetemalt torkas. Vetegräs tillåts dessutom att växa längre än malt. Vetegräs innehåller klorofyll, aminosyror, mineraler, vitaminer och enzymer.